# Attentat du 9 mai 2002 à Kaspiisk
L'attentat du 9 mai 2002 à Kaspiisk survient le 9 mai 2002 lorsqu'une attaque vise le défilé militaire commémorant le 57e anniversaire de la victoire soviétique dans la Seconde Guerre mondiale dans la rue Lénine de la ville de Kaspiisk, au Daghestan.
44 personnes, dont au moins 19 soldats et 12 enfants, sont tuées et 133 autres blessées dans l'explosion. L'engin explosif représente une mine terrestre directionnelle MON-50 améliorée pour une plus grande capacité destructrice.

## Attentats déjoués
Le 16 mai, la police de Kaspiisk annonce qu'une nouvelle attaque terroriste est déjouée. Trois terroristes sont arrêtés alors qu'ils posent une mine MON-100, semblable à celle qui explose le 9 mai. Lors de leur arrestation, les suspects présentent des papiers du ministère de l'Intérieur du Daghestan et déclarent que la police n'a pas le droit de les arrêter. La poursuite de l'enquête est bloquée par le service de sécurité de l'État russe FSB et le directeur du service, Nikolaï Patrouchev, déclare que "les personnes arrêtées n'avaient aucun lien avec des terroristes". Le sort de ces suspects, dont l'un est identifié comme étant Rashid Dzabrailov, reste inconnu.

## Enquête
Selon l'acte d'accusation établi à l'issue de l'enquête, l'explosion est organisée par le militant daghestanais Rappani Khalilov (en). Khalilov aurait envoyé son envoyé nommé Kazim Abdurakhmanov au Daghestan pour organiser l'attentat à la bombe. Abdurakhmanov propose à Abdulkhalim Abdulkarimov de se joindre au complot, et Abdulkarimov accepte. Un autre militant, Dzhamal Turulayev, ordonne à Murad Abdurazakov de construire la bombe télécommandée basée sur une mine terrestre. La bombe est livrée au point d'explosion potentiel par Khanali Umakhanov. Abdulkarimov filme l'installation de la bombe, tandis que Turulayev déclenche l'explosion par télécommande.
Cependant, le 1er juillet 2005, le jury déclare Abdulkhalim Abdulkarimov et Murad Abdurazakov non coupables de participation à l'attentat à la bombe. Ils sont reconnus coupables d'autres chefs d'accusation, tels que participation à des formations armées illégales, possession d'armes et contrefaçon de documents, et condamnés à 14 ans (Abdurazakov) et 11 ans (Abdulkarimov) d'emprisonnement.
Khanali Umakhanov est également déclaré non coupable de la plupart des accusations portées contre lui devant le tribunal (y compris de terrorisme) le 20 octobre 2005. Il est reconnu coupable du transport de la télécommande qui déclenche la bombe et condamné à quatre ans de prison, mais le jury décide qu'il ne sait pas comment l'appareil allait être utilisé. La peine est ensuite réduite à deux ans en appel et il est libéré. Après sa libération, il poursuit le gouvernement russe pour avoir été torturé pendant sa détention et pour poursuites illégales. Le 10 octobre 2007, le tribunal déclare le gouvernement responsable et lui accorde 5 000 000 de roubles (environ 200 000 dollars américains) à titre de dommages et intérêts punitifs. L'indemnité est réduite à 3 000 000 de roubles en appel.
Six soldats russes appartenant à des unités déployées à Bouïnaksk, au Daghestan, sont également arrêtés pour avoir prétendument vendu une mine antipersonnel aux hommes qui mènent l'attaque. Ils sont jugés en janvier 2003.
En mai 2023, aucune des autres personnes toujours recherchées par les forces de l'ordre en relation avec le complot (y compris Turulayev et Abdurakhmanov) n'ont été arrêtée. Le cerveau présumé, Rappani Khalilov, est tué au Daghestan le 18 septembre 2007.